# Mustafa Amini
Mohammad Mustafa Amini Castillo (født 20. april 1993 i Sydney) er en australsk fodboldspiller af afghansk/nicaraguansk oprindelse. Han spiller for Sydney fc og har tidligere blandt andet spillet for den tyske fodboldklub Borussia Dortmund og for de danske klubber Randers FC og AGF.

## Baggrund
Amini er født i Sydney i Australien af en afghansk far og en nicaraguansk mor. Morens afrikanske rødder er skyld i Aminis 'afro' hår. Foruden engelsk taler han flydende dari og spansk.

## Klubkarriere

### Central Coast Mariners
I sommeren 2010 skrev Amini under på en toårig aftale med Central Coast Mariners. Han fik sin senior debut for klubben imod Central Coast FC, hvor Amini og co. vandt træningskampen 7-1. Hans ligadebut faldt den 20. oktober 2010 imod Brisbane Roar. Den 9. februar 2011 scorede Mustafa sit første mål for klubben i en 3-1 sejr over Gold Coast United.
Alt i alt havde Amini en god debutsæson som senior, og det resulterede i, at klubber som tyske Borussia Dortmund samt Bayern München var interesserede i ham. Amini spillede 23 ligakampe for klubben og scorede et enkelt mål.

### 2011-12 sæsonen, udlån
Den 4. juli 2011 skiftede Amini til Borussia Dortmund på en fireårig kontrakt. Jürgen Klopp sagde i forbindelse med skiftet: "Han kan i hvert fald spille fodbold, og han er et stort talent."
Dog indgik klubberne den aftale, at selvom han var skiftet til den tyske storklub, skulle han indtil den 31. maj 2012 være udlånt til Central Coast Mariners, så han kunne hjælpe dem i bl.a. Asien Champions League. Her havde han en vigtig andel i, at holdet nåede til kvartfinalerne.

### 2012 og herefter
Den 11. juli 2012 fik Amini sin debut for Dortmund i en venskabskamp imod SV Meppen, hvor han i 63. minut scorede vindermålet til 2-1. Mere blev det ikke rigtig til i den omgang, da han for det meste spillede for reserveholdet.

### Randers F.C.
I sommeren 2015 skrev Amini kontrakt med Randers F.C., hvor han spillede en enkelt sæson.

### AGF
Derefter hentede naboerne mod syd, AGF ham til Aarhus i sommeren 2016. Her fik han den bedst mulige begyndelse, idet han i sin debutkamp mod SønderjyskE scorede det andet AGF-mål i 2-1 sejren på udebane. Han blev hurtigt en central del af holdet, og han spillede i den aarhusianske klub i fire sæsoner, hvor det blev til i alt 132 kampe samt bronzemedaljer i den sidste sæson. Da hans kontrakt udløb i sommeren 2020, valgte han ikke at forlænge med klubben.
Amini indgik derpå en aftale med tyrkiske Ankaragücü, men klubben løb fra aftalen, hvilket betød, at spilleren kom i klemme. I stedet indgik han en aftale med AGF om at fortsætte i denne klub i efterårssæsonen 2020.

### Apollon Limassol
Efter at have gået ledig i foråret 2021 skrev Amini kontrakt med den cypriotiske klub, Apollon Limassol, i sommeren 2021. Han fik her en kontrakt frem til sommeren 2023.

## Landshold
Amini har spillet på flere af Australiens ungdomslandshold som kan ses i infoboksen til højre.
Den 23. marts 2011 blev Amini for første gang kaldt ind til seniorlandsholdet af træner Holger Osieck, som skulle på træningslejr med holdet.
Amini var også blandt Afghanistans 43-mands trup som skulle spille AFC Challenge Cup 2014 i Qatar, men Amini takkede pænt nej til invitationen, og sagde i forbindelse med udtagelsen: "Jeg ønsker kun at spille for Australien, hvis jeg får chancen."